# Carré Bad Cannstatt
Het Carré Bad Cannstatt (eigen schrijfwijze: CARRÉ Bad Cannstatt) is een winkel-, kantoor- en gezondheidscentrum in het stadscentrum van de wijk Bad Cannstatt in Stuttgart. De verkoopoppervlakte beslaat 22.000 m². Op nog eens 17.000 m² bevinden zich ook vrijetijdsvoorzieningen, kantoren en een medisch centrum. Het gehele gebouwencomplex bevindt zich op het voormalige industrieterrein Trafo-Union, vlakbij het treinstation van Bad Cannstatt. 

## Geschiedenis
Het gebied van de voormalige Trafo-Union tussen de Decker Strasse, Daimler Strasse, Wildunger Strasse en de  Kreuznacher Strasse lag tussen 1986 en 2003 braak.  Vanaf het midden van de 19e eeuw vestigden belangrijke bedrijven hun hoofdkantoor op deze locatie, zoals het machinebouwbedrijf Friedrich Hesser. Later bevond zich hier de eerste locatie van de chocoladefabrikant Alfred Ritter GmbH & Co. KG. Op 29 januari 2003 keurde de hoofdstad Stuttgart het ontwikkelingsplan van 15 oktober 2002 voor de bouw van de Cannstatter Carré goed. De bouw van de Cannstatter Carré zou in de lente of zomer van 2003 beginnen. Nadat er geen exploitant was gevonden voor het geplande hotel, werd de start van de bouw met ruim een jaar uitgesteld tot 7 juli 2004. Het bereiken van het hoogste punt werd gevierd op 13 juli 2005. Het winkelcentrum werd in oktober 2005 opgeleverd en de kantoorruimte in het voorjaar van 2006. De officiële opening vond plaats op 23 februari 2006. Het winkelcentrum werd in 2007 voor ongeveer € 100 miljoen door ING Real Estate Duitsland verkocht aan het vastgoedfonds “Encore+” van LaSalle Investment Management en Morley Fund Management. Begin 2014, negen jaar na de opening, besloot het bedrijf het merk Carré opnieuw te lanceren. Op 22 oktober 2015 werd de Cannstatter Carré, als onderdeel van een preview-evenement, de Carré Bad Cannstatt. 

## Winkelcentrum

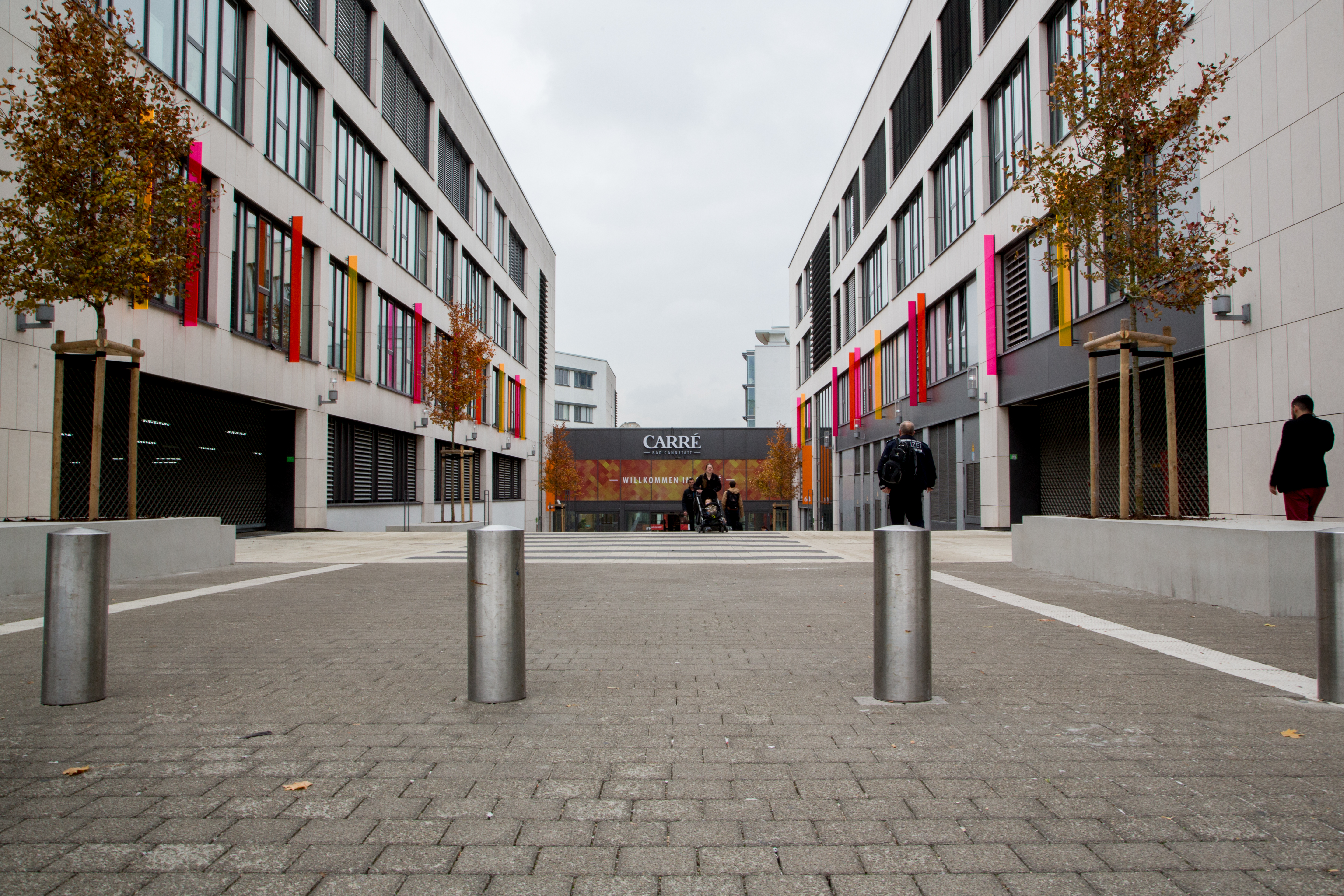
Ingang Kreuznacherstrasse

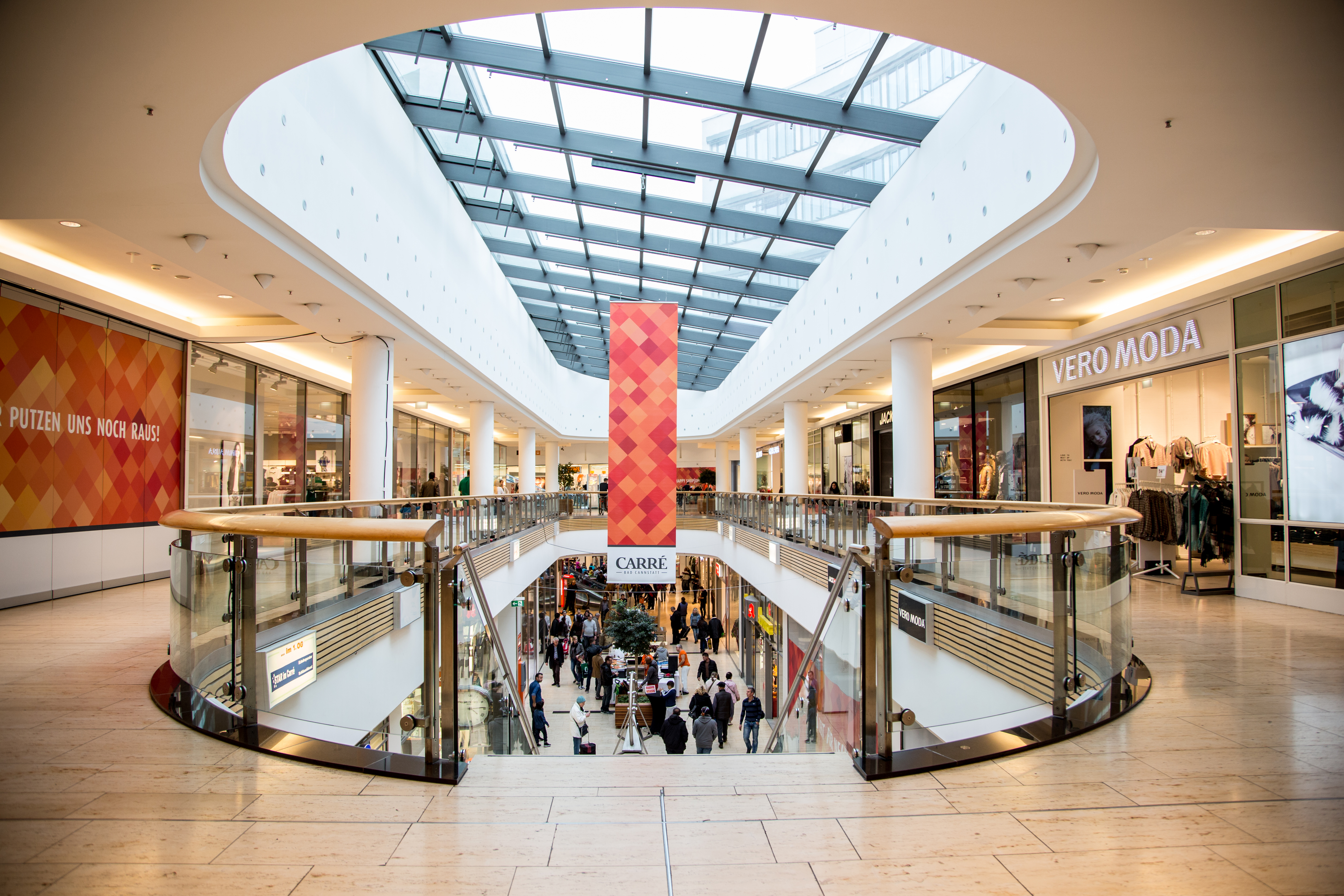
Interieur

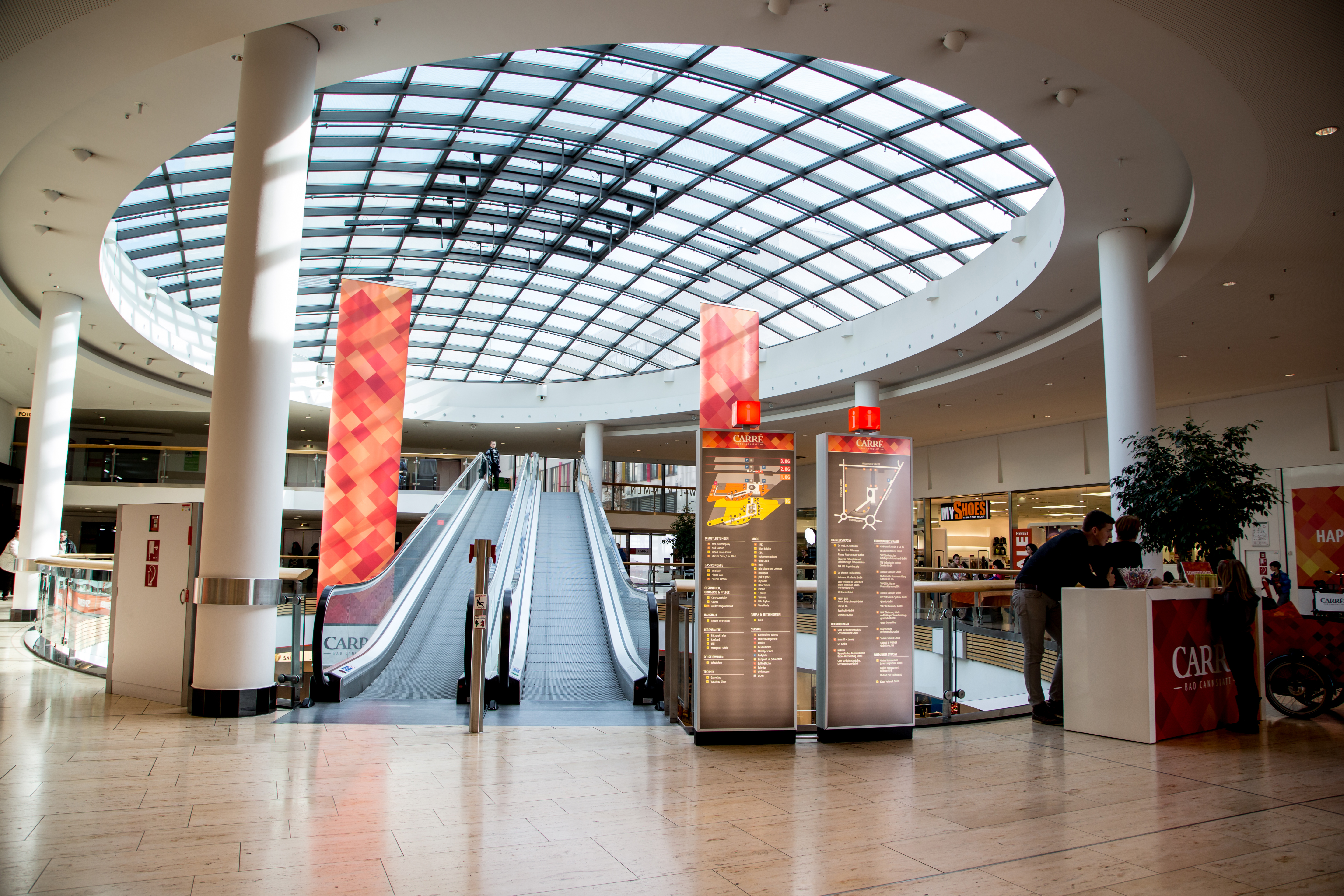
Infopunt

Carré Bad Cannstatt is de thuisbasis van twee grote supermarkten en in totaal meer dan 40 winkels uit 25 branches. 

## Architectuur
Het Carré Bad Cannstatt bestaat uit verschillende delen die als afzonderlijke bouwwerken kunnen worden geïdentificeerd op een bouwoppervlakte van 22.800 m². Een cirkelvormig gebouw van zes verdiepingen is het bepalende element. Dit element werd als halve rotonde voor een vier verdiepingen tellend, gedeeltelijk half gesloten gebouw geplaatst. De verkoopruimtes zijn gegroepeerd rond een atrium van twee verdiepingen met een glazen koepel. 
De gevels bestaan overwegend uit glazen gevels in paal- en balkconstructie en verdiepingshoge natuurstenen elementgevels. De gevel van het parkeerdek bestaat uit paalprofielen met geperforeerde plaatbekleding . De dakconstructie van de afzonderlijke gebouwen is een platdakconstructie. De platte dakconstructie van de Carré wordt onderbroken door een lessenaarsdak en een ellipsdak, zowel staal- als glasconstructies met aluminium bevestigingselementen. Het lessenaarsdak dient als verbindingsdak tussen twee gebouwen en het ellipsvormige dak dient als uiteinde van het atrium. Door een spel van licht en kleur is de hele Carré ingebed in oranjetinten. 

## Bereikbaarheid
Het Carré Bad Cannstatt is verbonden met drie S-Bahn-lijnen en drie buslijnen via het treinstation van Cannstatt en, ongeveer 200 meter ten noorden van het treinstation van Cannstatt op Wilhelmsplatz, met drie lightraillijnen in Stuttgart en ook drie buslijnen.